# Olavi Sortta
Israel Olavi Sortta, ursprungligen Sahlbom, född 23 december 1896 i Åbo, död 30 mars 1968, var en finländsk arkitekt som arbetade för försvarsministeriet mellan 1929 och 1949. År 1949 utsågs Sortta till överarkitekt vid Byggnadsstyrelsen.
Sorttas föräldrar var garvarmästare Johan Fredrik Sahlbom och Johanna Jakobina Karlsson. Han studerade 1919–1920 vid Kungliga Tekniska högskolan i Hannover och utexaminerades 1932 som diplomarkitekt från Tekniska högskolan i Helsingfors.
Tillsammans med Elsi Borg ritade han militärsjukhuset i Viborg (1932). Skisserna ger prov på ett djärvt modernistiskt formspråk. Detsamma gäller en av Sorttas mest kända byggnader, militärsjukhuset Tilkka (1936) i Helsingfors.
Kasernområdet i Koria i Kymmenedalen kompletterades med byggnader i 1930-talets modernistiska stil. Olavi Sortta ritade Pionjärskolan (1936) och Elsi Borg Soldathemmet (1938).
Barnsjukhuset Barnets borg (1948) i Helsingfors ritade Sortta tillsammans med Elsi Borg och Otto Flodin. Det var tilltänkt att Barnets borg skulle ritas av Sortta, Flodin och Kaarlo Borg, men när arbetet var i ett tidigt skede år 1939 dog Kaarlo Borg och ersattes av systern Elsi Borg.
Som kyrkoarkitekt fick Sortta visa sin förmåga när han ritade Puolango kyrka (1954) i Kajanaland.

## Galleri

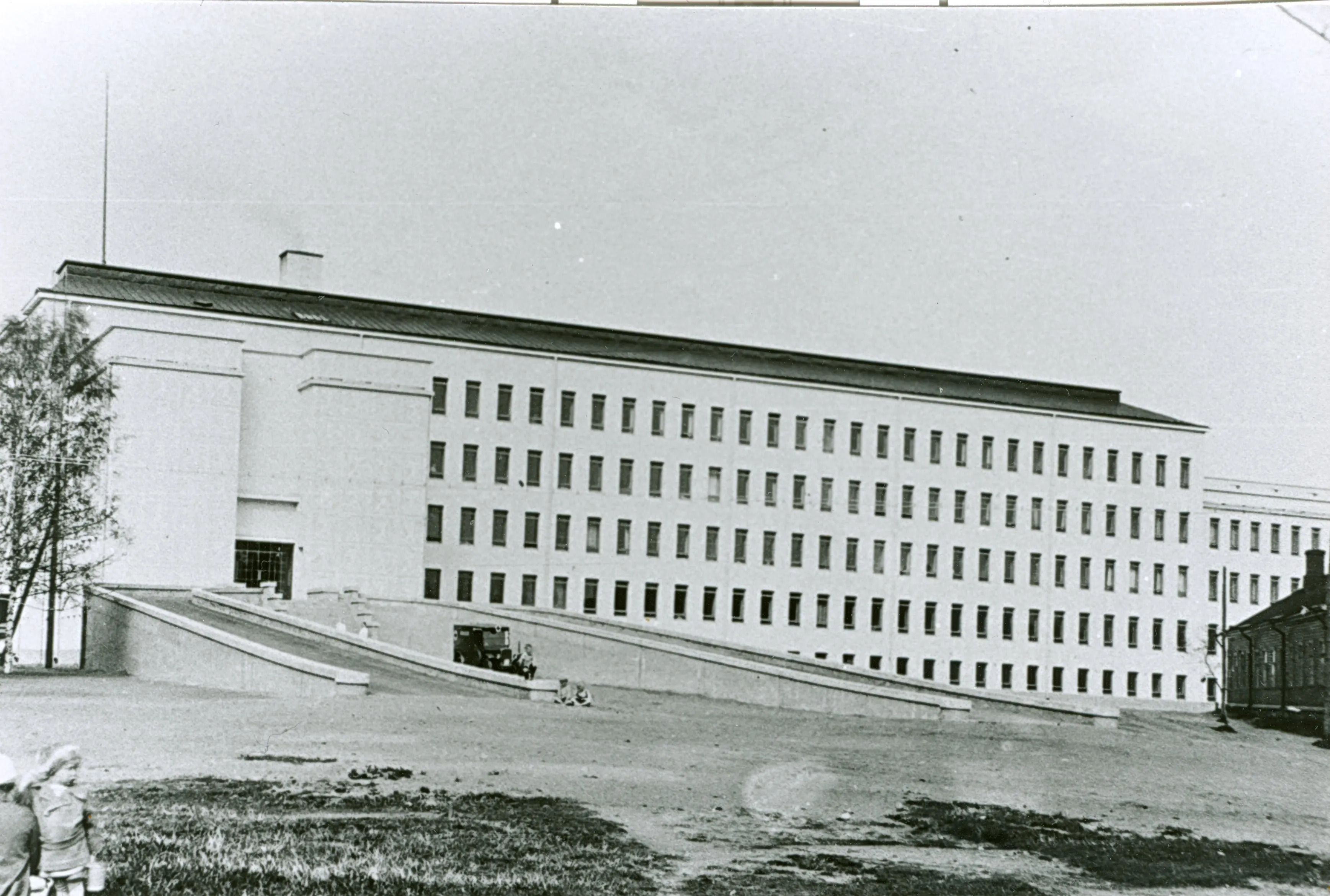
Militärsjukhuset i Viborg.
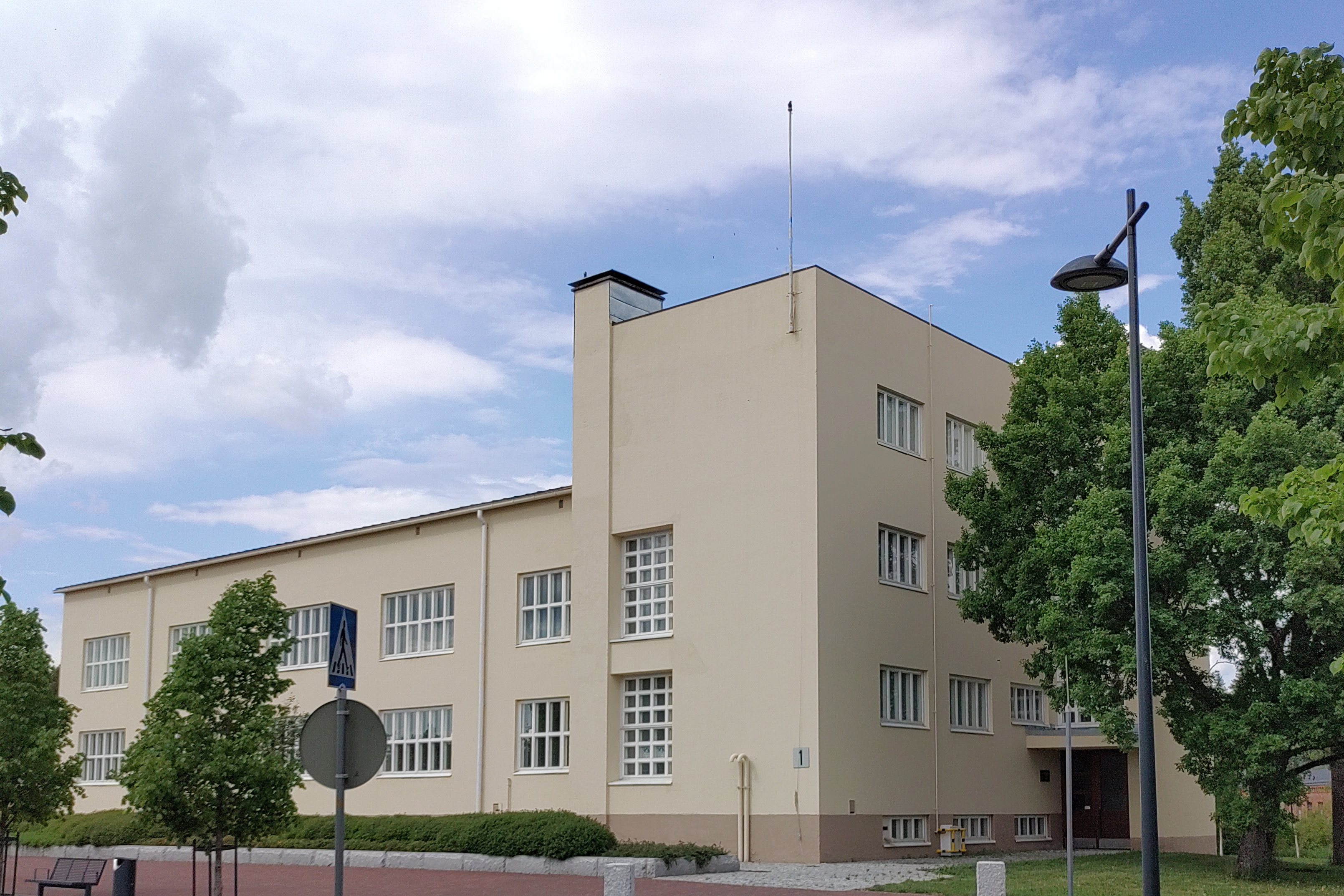
Pionjärskolan i Koria.
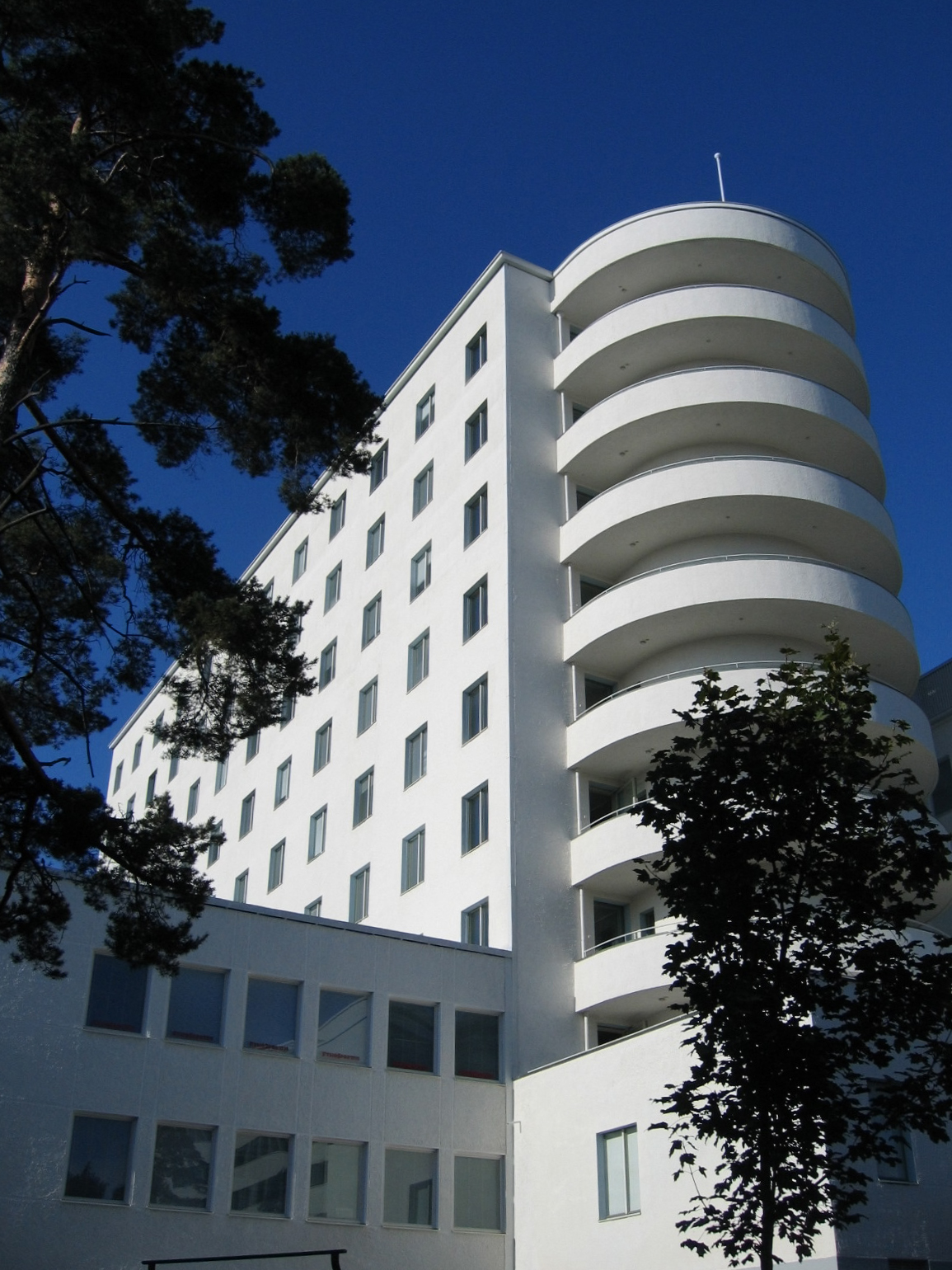
Tilkka.
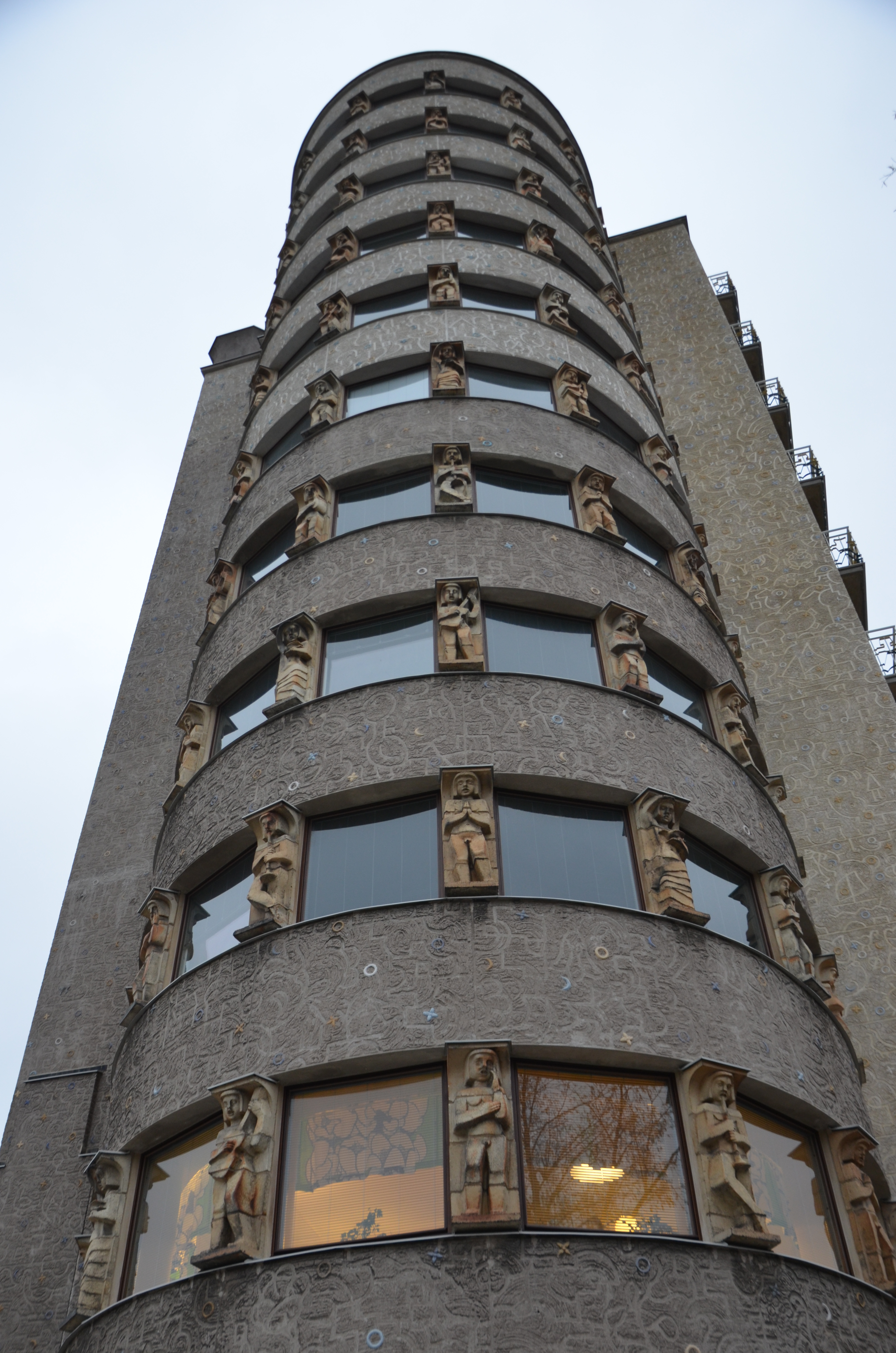
Barnets borg.
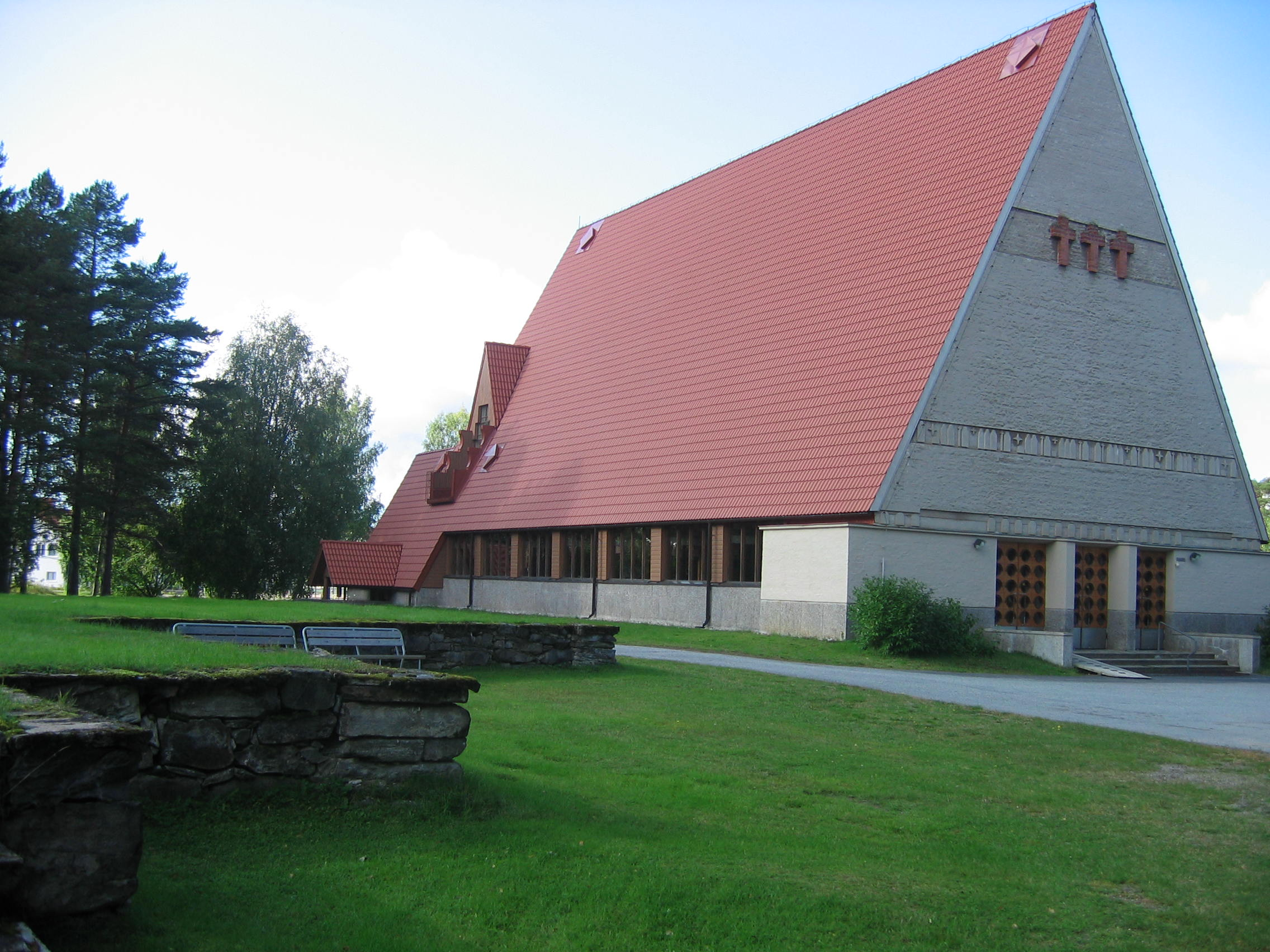
Puolango kyrka.